# Unione di Centro
Die Unione di Centro (UdC; deutsch: Union der Mitte) ist eine christdemokratische Partei der politischen Mitte in Italien.
Vorläufer war die 2002 gegründete Partei Unione dei Democratici Cristiani e Democratici di Centro (Union der Christdemokraten und Zentrumsdemokraten, UDC). Diese war zunächst Bestandteil von Silvio Berlusconis Mitte-rechts-Bündnis Casa delle Libertà. 2008 gründete sie jedoch mit mehreren kleineren Parteien das Parteienbündnis Unione di Centro. In der Folgezeit überlappten sich beide Organisationen immer stärker, sodass die eine schließlich in der anderen aufging. Seit 2013 hat die UdC deutlich an Bedeutung verloren.
Das Wappen der Partei ist das rote Kreuz auf weißem Grund, das von der Democrazia Cristiana übernommen wurde und die Nähe zur katholischen Kirche ausdrückt, ihre Zeitung ist Noi Press. Die UDC ist Mitglied in der Europäischen Volkspartei und der Christlich Demokratischen Internationale.

## Geschichte

### Entstehung der UDC

Logo der UDC 2006–2008

Die UDC ist 2002 aus dem Zusammenschluss des 1994 gegründeten Centro Cristiano Democratico (CCD) von Pier Ferdinando Casini und der 1995 formierten Cristiani Democratici Uniti (CDU) von Rocco Buttiglione entstanden. An der Fusion beteiligte sich auch die kleinere Democrazia Europea. Alle drei waren aus der Democrazia Cristiana entstanden, die vom Kriegsende bis zu ihrem Zusammenbruch nach der Aufklärung umfangreicher Korruptionsverflechtungen („Mani pulite“) Anfang der 1990er-Jahre stärkste Partei Italiens war. CCD und CDU hatten sich vom Partito Popolare Italiano (PPI) abgespalten, da sie mit Silvio Berlusconis Mitte-rechts-Bündnis zusammenarbeiten bzw. die Unterstützung der PPI für die Mitte-links-Regierung von Romano Prodi nicht mittragen wollten. Im politischen Spektrum standen sie rechts der eher christlich-sozial ausgerichteten PPI.
Unmittelbarer Vorläufer der UDC war das Wahlbündnis Biancofiore aus CCD und CDU, das bereits ab September 2000 bestanden hatte, nach eigenen Angaben die Kräfte der Mitte bündeln wollte, tatsächlich aber an den Parlamentswahlen 2001 als Teil des Mitte-rechts-Lagers teilnahm, das die Wahl auch gewann.
Marco Follini vom CCD wurde Nationaler Sekretär, Buttiglione von der CDU Parteipräsident. Die UDC trat sogleich in die Regierung Berlusconi ein, der ihre Vorgängerparteien bereits angehört hatten. Buttiglione und Carlo Giovanardi (CCD) waren Minister. Der eigentliche Spitzenpolitiker und -kandidat der Partei (Leader) war jedoch von ihrer Gründung bis zu seinem Austritt 2016 Pier Ferdinando Casini, der von 2001 bis 2006 das Amt des Präsidenten der Abgeordnetenkammer bekleidete.

### Entwicklungen 2005–08
Die UDC ist oftmals von Abspaltungen betroffen, was in Italien nicht unüblich ist. So entstanden unter vorwiegender Beteiligung süditalienischer Mitglieder 2005 die Democrazia Cristiana per le Autonomie (DCA; geführt von Gianfranco Rotondi) und das Movimento per l’Autonomia (MpA; Raffaele Lombardo), die weiterhin in der Mitte-rechts-Koalition blieben.
Dennoch brachte die Parlamentswahl 2006 das beste Ergebnis in der Geschichte der UDC. Sie kam auf 6,8 % der Stimmen, was sich in 39 der 630 Sitze in der Abgeordnetenkammer und 21 von 315 im Senat niederschlug.
Marco Follini, der bereits 2006 aufgrund der Regierungspolitik als Nationaler Sekretär zurückgetreten und durch Lorenzo Cesa ersetzt worden war, verließ die Partei nach den Parlamentswahlen, um – zusammen mit zwei anderen Abgeordneten – die neue Partei Italia di Mezzo zu gründen, die sich an das Mitte-links-Bündnis anlehnte und schließlich 2007 im Partito Democratico aufgegangen ist.
Carlo Giovanardi und andere Parteimitglieder verließen 2008 die UDC, um sich Berlusconis neuer Mitte-rechts-Partei Il Popolo della Libertà (PdL) anzuschließen.

### Die Gründung der UdC 2008

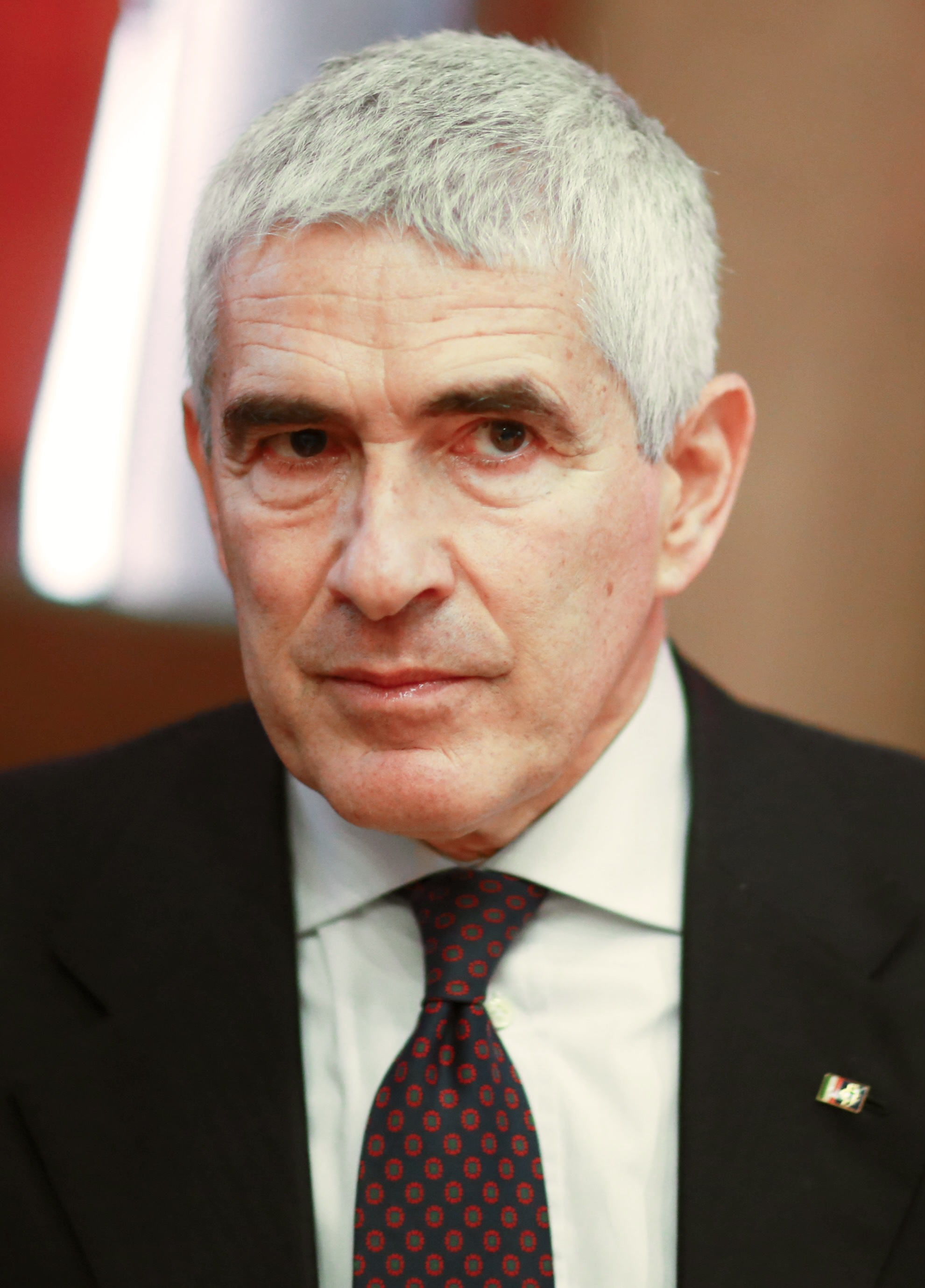
Pier Ferdinando Casini galt lange Jahre als das „Gesicht“ der UDC

Wesentlicher Kern der Neubildung war die Wiedervereinigung von UDC und Rosa per l’Italia am 28. Februar 2008, nachdem letztere sich nur 20 Tage zuvor von ersterer aus Protest gegen Casinis Wiederannäherung an Silvio Berlusconis Mitte-rechts-Bündnis Casa delle Libertà getrennt und einen unabhängigen Kurs der Mitte angekündigt hatte. Als es zwei Wochen später jedoch zum neuerlichen Bruch zwischen Casini und Berlusconi kam, legten vor allem die wahlrechtlichen Bestimmungen einen raschen Wiederzusammenschluss der zerstrittenen Parteiflügel nahe: Die Überwindung der Sperrklauseln (4 % zur Wahl in die Abgeordnetenkammer und 8 % zum Senat) galt für beide Kräfte nur bei einem vereinten Antritt als quarto polo („vierter Pol“ neben PdL, PD und Sinistra-Arcobaleno) als gesichert. Gemeinsamer Spitzenkandidat war Casini. Unmittelbar nach dem ausgehandelten Kompromiss schlossen sich weitere Gruppierungen und Persönlichkeiten der Liste an, darunter auch der ehemalige italienische Ministerpräsident Ciriaco De Mita, der hierzu die PD verließ.
Am 14. April 2008 erhielt die UdC bei den Wahlen zur Abgeordnetenkammer 5,6 % der abgegebenen Stimmen und schaffte damit den Einzug mit 36 Abgeordneten, während ihr bei den Senatswahlen mit 5,7 % nur in der Region Sizilien der Einzug mit drei Senatoren gelang – dort erhielt sie 8,7 % der Stimmen. Bei der Regierungsbildung durch Berlusconis neues Mitte-rechts-Bündnis spielte die neue Formation jedoch keine ausschlaggebende Rolle, da der PdL mit seinen Partnern Lega Nord und Movimento per l’Autonomia über eine ausreichende eigene Mehrheit verfügte.
Am 3./4. April 2009 beschloss ein gemeinsamer Kongress der Mitgliedsparteien die Gründung einer gemeinsamen Partei. Hierfür wurde zunächst eine Koordinierungsstelle, die Costituente di Centro gegründet, die gemeinsame Positionen ausarbeiten soll. Zur Europawahl in Italien 2009 trat die UdC mit einer gemeinsamen Wahlliste an, erreichte 6,5 % der Stimmen und fünf Mandate. Im Verlauf der nächsten Jahre kündigten zudem verschiedene prominente Politiker von PdL und PD ihren Übertritt zur UdC an. Außerdem erklärten verschiedene Kleinparteien und politische Gruppierungen ihre Teilnahme an der Constituente. Mitte 2010 kam es jedoch auch zu internen Konflikten, da eine Gruppe von Mitgliedern der UdC-Führung vorwarf, in der Opposition zu Berlusconi zu weit nach links zu rücken. Im September 2010 kam es daher zur Abspaltung der Gruppierung I Popolari di Italia Domani (PID) um Francesco Saverio Romano, die in einer parlamentarischen Vertrauensabstimmung für Berlusconi stimmte.
Ab Ende 2010 intensivierte sich die Zusammenarbeit zwischen der UdC und weiteren Parteien der Mitte, vor allem der Alleanza per l’Italia (einer Abspaltung der PD), der Futuro e Libertà per l’Italia (einer Abspaltung der PdL) sowie dem sizilianischen Movimento per le Autonomie. Gemeinsam mit weiteren Kleinparteien gründeten sie im Januar 2011 den Nuovo Polo per l’Italia (zunächst als Polo della Nazione bezeichnet, umgangssprachlich oft auch als Terzo Polo, „dritter Pol“), ein informelles Organ, um das Abstimmungsverhalten der Fraktionen im italienischen Parlament zu koordinieren.

### Zerfall seit der Parlamentswahl 2013
Für die Parlamentswahlen in Italien 2013 war UdC Teil des Bündnisses von Mario Monti (Scelta Civica), dessen marktwirtschaftlich orientierten Reformkurs die Partei mitgetragen hat. UdC erreichte dabei lediglich 1,8 % der Stimmen und wurde mit 8 Abgeordneten und 2 Senatoren in das Parlament gewählt. Von diesem massiven Bedeutungsverlust hat sie sich seither nicht wieder erholt.
Für die Europawahl in Italien 2014 verbündete sich die UdC mit dem Nuovo Centrodestra, einer von Innenminister Angelino Alfano geführten Abspaltung der Forza Italia. Die gemeinsame Liste NCD-UdC erreichte 4,4 % der Stimmen und zog mit 3 Abgeordneten in das Europäische Parlament ein (2 Mitglieder der NCD und ein Mitglied der UDC). NCD und UdC intensivierten ihre Zusammenarbeit in der Folgezeit noch: Im Dezember 2014 schlossen sie ihre Parlamentsfraktionen unter dem Namen Area Popolare zusammen. Unter diesem Namen traten sie auch bei den Regionalwahlen im Mai 2015 an.
Das Bündnis zerbrach im Vorfeld des Verfassungsreferendums im Dezember 2016. Während die NCD zu den wichtigsten Befürwortern der Verfassungsänderung gehörte, sprach sich die UdC dagegen aus. Letztere war in dieser Frage aber selbst nicht einig, sodass der einstige UDC-Leader Pier Ferdinando Casini, Umweltminister Gian Luca Galletti und der damalige Parteipräsident Gianpiero D’Alia die UdC verließen und die Splitterpartei Centristi per l’Italia (CpI) gründeten, die sich kurze Zeit später in Centristi per l'Europa (CpE) umbenannte. D’Alia erklärte die UdC in diesem Zusammenhang für „tot“.
Zur Parlamentswahl im März 2018 trat die UdC als Bestandteil der Liste Noi con l’Italia an, zu dem sich eine Vielzahl von Kleinstparteien des christdemokratischen und liberal-konservativen Spektrums zusammengeschlossen haben, die wiederum zum Mitte-rechts-Bündnis unter Führung Silvio Berlusconi gehört. Zum ersten Mal seit 2008 gehört die UdC also wieder zum Berlusconi-Lager. Diese Entscheidung löste aber wiederum eine Abspaltung unter Giuseppe De Mita (dem Neffen des einstigen christdemokratischen Ministerpräsidenten Ciriaco De Mita) und dem ehemaligen nationalen Sekretär der UDC Marco Follini aus, die die Partei L’Italia è Popolare (IP) gründeten, die mit Casinis CpE, der Alternativa Popolare (AP) und weiteren kleinen Parteien die Liste Civica Popolare bildete, die Bestandteil des Mitte-links-Lagers von Matteo Renzi ist. Mit 1,3 bzw. 1,2 Prozent der Stimmen erhielt Noi con l’Italia je vier Sitze in den beiden Parlamentskammern, wovon drei Senatorenposten an Mitglieder der UdC gingen, aber kein einziger Sitz in der Abgeordnetenkammer.
Zur Europawahl 2019 traf die UdC eine Absprache mit Forza Italia: Lorenzo Cesa kandidierte auf der Liste der FI in Süditalien, erhielt aber nicht genug Stimmen, um wiedergewählt zu werden.